# Hoplosmia tyrneri
Hoplosmia tyrneri là một loài Hymenoptera trong họ Megachilidae. Loài này được Tkalcu mô tả khoa học năm 1992.